# Microregione di Vilhena
Vilhena è una microregione dello Stato della Rondônia in Brasile, appartenente alla mesoregione di Leste Rondoniense.

## Comuni
Comprende 6 comuni:
- Chupinguaia
- Parecis
- Pimenta Bueno
- Primavera de Rondônia
- São Filipe d'Oeste
- Vilhena